# Alfonso Buonocore
Alfonso Buonocore, detto Fofò (Napoli, 11 marzo 1933 – Napoli, 12 maggio 2023), è stato un nuotatore e pallanuotista italiano.
Viene ricordato per aver preso parte a due Olimpiadi consecutive in due diverse discipline.

## Biografia
Nuotatore specializzato nello stile libero, fu amico-rivale del suo concittadino Bud Spencer. Disputò i 100 m, i 200m e i 400m. Nei 200 in un'occasione realizzò 2’16”, che divenne primato italiano. Fu quindi ammesso alle Olimpiadi di Helsinki nel 1952, ma senza poi ottenere medaglie.
Come pallanuotista con la Canottieri Napoli conquistò lo scudetto nel 1951 e 1958 ed ottenne una promozione in serie A con il Posillipo nel 1966; partecipò con la nazionale italiana alle Olimpiadi di Melbourne del 1956 arrivando al quarto posto e ai Giochi del Mediterraneo 1955 conquistando una medaglia d'oro
Divenne poi nuotatore master, praticando anche lo stile del dorso: conciliò l'attività sportiva con la sua professione di commercialista, che esercitò a Napoli.
Buonocore è morto nel 2023, lasciando il figlio Fabrizio, pallanuotista anche lui